# Чемпіонат світу з боротьби 2009
Чемпіонат світу з боротьби 2009 пройшов з 21 по 27 вересня 2009 року в Гернінзі, Данія в спортивному комплексі «Messecenter Herning».
На чемпіонаті проводилися змагання з вільної та греко-римської боротьби серед чоловіків і вільної боротьби серед жінок. Був розіграний двадцять один комплект нагород — по сім у вільній, греко-римській та жіночій боротьбі. Бронзові нагороди вручалися двом спортсменам, що виграли втішні сутички.

## Загальний медальний залік
| Місце   | Країна         | Золото | Срібло | Бронза | Загалом |
| ------- | -------------- | ------ | ------ | ------ | ------- |
| 1       | Росія          | 5      | 4      | 3      | 12      |
| 2       | Азербайджан    | 3      | 4      | 3      | 10      |
| 3       | Іран           | 2      | 1      | 4      | 7       |
| 4       | Туреччина      | 2      | 1      | 2      | 5       |
| 5       | Японія         | 2      | 0      | 2      | 4       |
| 6       | Північна Корея | 1      | 1      | 1      | 3       |
| 6       | Швеція         | 1      | 1      | 1      | 3       |
| 6       | Узбекистан     | 1      | 1      | 1      | 3       |
| 9       | Канада         | 1      | 0      | 2      | 3       |
| 9       | Куба           | 1      | 0      | 2      | 3       |
| 11      | Угорщина       | 1      | 0      | 1      | 2       |
| 12      | КНР            | 1      | 0      | 0      | 1       |
| 13      | США            | 0      | 2      | 1      | 3       |
| 14      | Данія          | 0      | 1      | 1      | 2       |
| 14      | Грузія         | 0      | 1      | 1      | 2       |
| 14      | Монголія       | 0      | 1      | 1      | 2       |
| 17      | Вірменія       | 0      | 1      | 0      | 1       |
| 17      | Франція        | 0      | 1      | 0      | 1       |
| 17      | Польща         | 0      | 1      | 0      | 1       |
| 20      | Україна        | 0      | 0      | 5      | 5       |
| 21      | Білорусь       | 0      | 0      | 3      | 3       |
| 21      | Казахстан      | 0      | 0      | 3      | 3       |
| 23      | Болгарія       | 0      | 0      | 1      | 1       |
| 23      | Греція         | 0      | 0      | 1      | 1       |
| 23      | Індія          | 0      | 0      | 1      | 1       |
| 23      | Нігерія        | 0      | 0      | 1      | 1       |
| 23      | Іспанія        | 0      | 0      | 1      | 1       |
| Загалом | Загалом        | 21     | 21     | 42     | 84      |

## Командний залік
| Місце | Вільна боротьба, чоловіки | Вільна боротьба, чоловіки | Греко-римська боротьба, чоловіки | Греко-римська боротьба, чоловіки | Вільна боротьба, жінки | Вільна боротьба, жінки |
| Місце | Команда                   | Очки                      | Команда                          | Очки                             | Команда                | Очки                   |
| ----- | ------------------------- | ------------------------- | -------------------------------- | -------------------------------- | ---------------------- | ---------------------- |
| 1     | Росія                     | 63                        | Туреччина                        | 44                               | Азербайджан            | 42                     |
| 2     | Азербайджан               | 48                        | Іран                             | 39                               | Японія                 | 37                     |
| 3     | Іран                      | 40                        | Азербайджан                      | 38                               | Канада                 | 37                     |
| 4     | Туреччина                 | 27                        | Росія                            | 31                               | Україна                | 35                     |
| 5     | Україна                   | 23                        | Куба                             | 26                               | Росія                  | 27                     |
| 6     | Білорусь                  | 21                        | Угорщина                         | 19                               | США                    | 24                     |
| 7     | США                       | 19                        | Грузія                           | 19                               | Монголія               | 19                     |
| 8     | Узбекистан                | 18                        | Данія                            | 17                               | Північна Корея         | 17                     |
| 9     | Грузія                    | 14                        | Швеція                           | 17                               | Казахстан              | 17                     |
| 10    | Індія                     | 14                        | Узбекистан                       | 17                               | КНР                    | 16                     |

## Медалісти

#### Вільна боротьба
| Категорія | Золото                    | Срібло                              | Бронза                       |
| 55 кг     | Ян Кьон Іл Північна Корея | Сезер Акгюл Туреччина               | Різван Гаджієв Білорусь      |
| 55 кг     | Ян Кьон Іл Північна Корея | Сезер Акгюл Туреччина               | Віктор Лебедєв Росія         |
| 60 кг     | Бесік Кудухов Росія       | Зелімхан Гусейнов Азербайджан       | Дільшод Мансуров Узбекистан  |
| 60 кг     | Бесік Кудухов Росія       | Зелімхан Гусейнов Азербайджан       | Василь Федоришин Україна     |
| 66 кг     | Мехді Тагаві Іран         | Расул Джукаєв Росія                 | Йонеміцу Тацухіро Японія     |
| 66 кг     | Мехді Тагаві Іран         | Расул Джукаєв Росія                 | Леонід Спиридонов Казахстан  |
| 74 кг     | Денис Царгуш Росія        | Чамсулвара Чамсулвараєв Азербайджан | Рамеш Кумар Індія            |
| 74 кг     | Денис Царгуш Росія        | Чамсулвара Чамсулвараєв Азербайджан | Садег Гударзі Іран           |
| 84 кг     | Заурбек Сохієв Узбекистан | Джейк Герберт США                   | Ібрагім Алдатов Україна      |
| 84 кг     | Заурбек Сохієв Узбекистан | Джейк Герберт США                   | Шаріф Шаріфов Азербайджан    |
| 96 кг     | Хаджимурат Гацалов Росія  | Хетаг Газюмов Азербайджан           | Серхат Бальчі Туреччина      |
| 96 кг     | Хаджимурат Гацалов Росія  | Хетаг Газюмов Азербайджан           | Георгій Гогшелідзе Грузія    |
| 120 кг    | Білял Махов Росія         | Фардін Масумі Іран                  | Тервел Длагнєв США           |
| 120 кг    | Білял Махов Росія         | Фардін Масумі Іран                  | Іоаннідіс Арзуманідіс Греція |

#### Греко-римська боротьба
| Категорія | Золото                     | Срібло                    | Бронза                        |
| 55 кг     | Гамід Сурян Іран           | Роман Амоян Вірменія      | Ровшан Байрамов Азербайджан   |
| 55 кг     | Гамід Сурян Іран           | Роман Амоян Вірменія      | Хакан Ніблом Данія            |
| 60 кг     | Ісламбек Альбієв Росія     | Дільшод Аріпов Узбекистан | Нурбакит Тенгізбаєв Казахстан |
| 60 кг     | Ісламбек Альбієв Росія     | Дільшод Аріпов Узбекистан | Віталій Рагімов Азербайджан   |
| 66 кг     | Фарід Мансуров Азербайджан | Манучар Цхадая Грузія     | Амбако Вачадзе Росія          |
| 66 кг     | Фарід Мансуров Азербайджан | Манучар Цхадая Грузія     | Педро Мулленс Куба            |
| 74 кг     | Сельчук Чебі Туреччина     | Марк Мадсен Данія         | Олександр Кікінєв Білорусь    |
| 74 кг     | Сельчук Чебі Туреччина     | Марк Мадсен Данія         | Фаршад Алізаде Іран           |
| 84 кг     | Назмі Авлуджа Туреччина    | Мелонін Ноумонві Франція  | Хабіболла Ахлагі Іран         |
| 84 кг     | Назмі Авлуджа Туреччина    | Мелонін Ноумонві Франція  | Пабло Шорі Куба               |
| 96 кг     | Балаж Кісс Угорщина        | Джиммі Лідберг Швеція     | Асланбек Хуштов Росія         |
| 96 кг     | Балаж Кісс Угорщина        | Джиммі Лідберг Швеція     | Амір Аліакбарі Іран           |
| 120 кг    | Міхайн Лопес Куба          | Дремієль Баєрс США        | Джалмар Сьоберг Швеція        |
| 120 кг    | Міхайн Лопес Куба          | Дремієль Баєрс США        | Риза Каяалп Туреччина         |

### Жіноча боротьба
| Категорія | Золото                    | Срібло                    | Бронза                      |
| 48 кг     | Марія Стадник Азербайджан | Лориса Ооржак Росія       | Людмила Балушка Україна     |
| 48 кг     | Марія Стадник Азербайджан | Лориса Ооржак Росія       | Со Сим-Х'ян Північна Корея  |
| 51 кг     | Софія Маттссон Швеція     | Хан Кум-Ок Північна Корея | Олександра Когут Україна    |
| 51 кг     | Софія Маттссон Швеція     | Хан Кум-Ок Північна Корея | Кай Юрі Японія              |
| 55 кг     | Саорі Йосіда Японія       | Сона Ахмедлі Азербайджан  | Олена Філіппова Білорусь    |
| 55 кг     | Саорі Йосіда Японія       | Сона Ахмедлі Азербайджан  | Тоня Вербік Канада          |
| 59 кг     | Юлія Раткевич Азербайджан | Агата Пєтржик Польща      | Маріанна Састін Угорщина    |
| 59 кг     | Юлія Раткевич Азербайджан | Агата Пєтржик Польща      | Ганна Василенко Україна     |
| 63 кг     | Міо Нішимакі Японія       | Любов Волосова Росія      | Олена Шалигіна Казахстан    |
| 63 кг     | Міо Нішимакі Японія       | Любов Волосова Росія      | Жюстін Бушар Канада         |
| 67 кг     | Мартіна Дюгреньє Канада   | Юлія Бартновська Росія    | Іфеома Іхеначо Нігерія      |
| 67 кг     | Мартіна Дюгреньє Канада   | Юлія Бартновська Росія    | Бадрахин Одончимег Монголія |
| 72 кг     | Цин Сяоцин Китай          | Очирбатин Бурмаа Монголія | Майдер Унда Іспанія         |
| 72 кг     | Цин Сяоцин Китай          | Очирбатин Бурмаа Монголія | Станка Златева Болгарія     |

## Країни-учасники
В чемпіонаті взяли участь 639 спортсменів з 70 країн.
| - Аргентина (1) - Вірменія (15) - Австралія (1) - Австрія (6) - Азербайджан (19) - Білорусь (20) - Бразилія (9) - Болгарія (17) - Камерун (1) - Канада (14) - КНР (20) - Китайський Тайбей (1) - Хорватія (4) - Куба (14) - Чехія (9) - Данія (7) - Домініканська Республіка (5) - Єгипет (6) - Естонія (3) - Фінляндія (7) - Франція (10) - Грузія (14) - Німеччина (15) - Велика Британія (5) | - Греція (8) - Угорщина (14) - Індія (17) - Іран (14) - Ірак (4) - Ізраїль (6) - Італія (9) - Японія (21) - Йорданія (1) - Казахстан (21) - Киргизстан (13) - Латвія (6) - Литва (9) - Мадагаскар (2) - Мексика (4) - Молдова (10) - Монголія (13) - Чорногорія (2) - Марокко (1) - Нова Зеландія (1) - Нігерія (3) - Північна Корея (8) - Норвегія (5) - Польща (18) | - Португалія (1) - Пуерто-Рико (2) - Румунія (14) - Росія (21) - Сенегал (3) - Сербія (4) - Сінгапур (1) - Словаччина (4) - ПАР (4) - Південна Корея (17) - Іспанія (14) - Швеція (9) - Швейцарія (4) - Таджикистан (3) - Туніс (3) - Туреччина (19) - Туркменістан (2) - Україна (21) - США (21) - Узбекистан (14) - Венесуела (19) - В'єтнам (6) |